# Frane Čačić
Frane Čačić (ur. 25 czerwca 1980 w Zagrzebiu) – chorwacki piłkarz występujący na pozycji pomocnika.
Čačić rozpoczynał zawodową karierę w NK Zagreb. Grał także w innych chorwackich klubach - Hajduku Split oraz Varteksie Varaždin, a także w koreańskim Busan I'Park. Jesienią 2008 roku był zawodnikiem Lechii Gdańsk, a później chińskiego Changsha Ginde.